# Pădurea Reșca Hotărani
Pădurea Reșca Hotărani este o arie protejată (sit de importanță comunitară — SCI) din România, desemnată în scopul protejării biodiversității și menținerii într-o stare de conservare favorabilă a florei spontane și faunei sălbatice, precum și a habitatelor naturale de interes comunitar aflate în arealul zonei de protecție. Aceasta este întinsă pe o suprafață de 1.647,6 ha, integral pe uscat.

## Localizare
Situl se întinde pe teritoriile administrative ale comunelor Dobrosloveni, Fălcoiu, Fărcașele și Mărunței din județul Olt. Centrul sitului Pădurea Reșca Hotărani este situat la coordonatele 44°10′54″N 24°25′17″E / 44.181792°N 24.421347°E.

## Înființare
Situl Pădurea Reșca Hotărani (ROSCI0166) a fost declarat sit de importanță comunitară în decembrie 2007 pentru a proteja 5 specii de animale.

## Biodiversitate
Situată în ecoregiunea continentală, aria protejată conține 3 habitate naturale: Păduri mixte riverane de Quercus robur, Ulmus laevis și Ulmus minor, Fraxinus excelsior sau Fraxinus angustifolia, de-a lungul marilor râuri (Ulmenion minoris), Păduri de stejar și de carpen dacice, Galerii de Salix alba și de Populus alba.
La baza desemnării sitului se află mai multe specii protejate:
- amfibieni (2): buhai de baltă cu burtă roșie (Bombina bombina), triton cu creastă (Triturus cristatus)
- nevertebrate (3): croitorul mare al stejarului (Cerambyx cerdo), rădașcă (Lucanus cervus),  croitorul cenușiu (Morimus asper funereus)